# Cyclolabus linycops
Cyclolabus linycops là một loài tò vò trong họ Ichneumonidae.